# 樂王鮒
乐王鲋（?—?），中国春秋时期晋国大夫，諡號是乐桓子。

## 簡介
前552年，楊譽（字叔向）牵连到栾盈謀反的案子，乐王鲋想为他说情，叔向不应。乐王鲋走，叔向也不行礼。家臣说：「乐王鲋是晋公的宠臣，为什么不求他呢？」叔向说：「乐王鲋只会顺着上级的意思，救自己得靠祁奚。」晋平公问乐王鲋叔向之罪。乐王鲋说：“叔向不弃亲人，他弟弟叔虎、叔罴是栾盈一党，所以叔向应该是参与谋反的吧。”还是祁奚劝晋平公不要怪罪叔向。
州绰、邢蒯随栾盈逃到齐国，乐王鲋劝范宣子让这两个勇士回来。范宣子说他们是栾氏的勇士，乐王鲋说「你可以做他们的栾氏啊。」
前550年，栾盈回晋国攻入晋都新绛城。乐王鲋劝范宣子把晋平公带到固宫，以国君的力量击灭栾氏。当时，晋侯姻亲有丧事，乐王鲋让范宣子穿着丧服，和两个妇人坐车进宫，之后，范宣子击败栾盈，栾盈被杀。
前541年，晋国赵武、楚国王子围、齐国国弱、鲁国叔孙豹、宋国向戌、郑国罕虎、卫国齐恶、陈国公子招、蔡国公孙归生、许国、曹国在虢会盟，乐王鲋是赵武的助手。王子围用国君的仪仗，乐王鲋说：“《小旻》之卒章善矣，吾从之”。郑国行人子羽对子皮（罕虎）说乐王鲋“字而敬”。
会盟期间，鲁国攻打莒国，王子围建议赵武讨伐鲁国，乐王鲋对叔孙豹说「只要送礼，我就向赵武说情。」被叔孙豹拒绝。